# Arikara

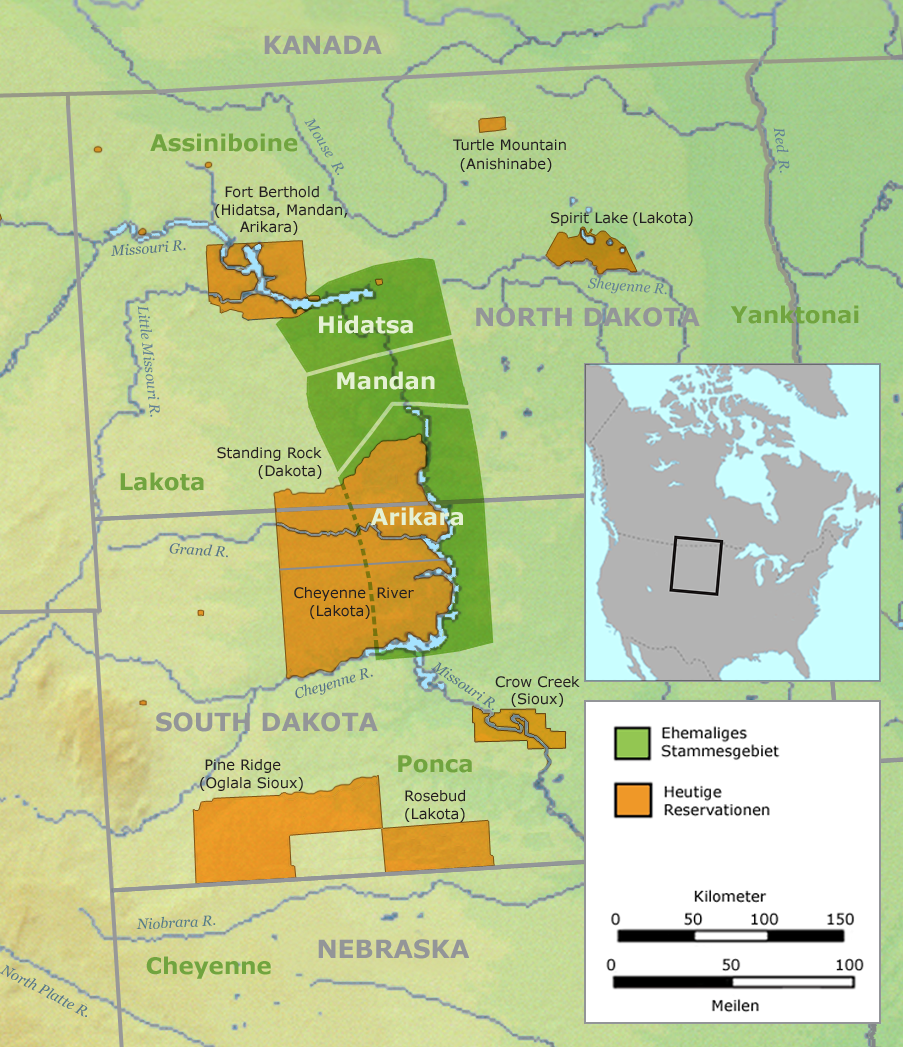
Hidatsa-, mandan- och arikaras bosättningsområden. Grön färg avser traditionella områden, och orange de moderna reservaten.

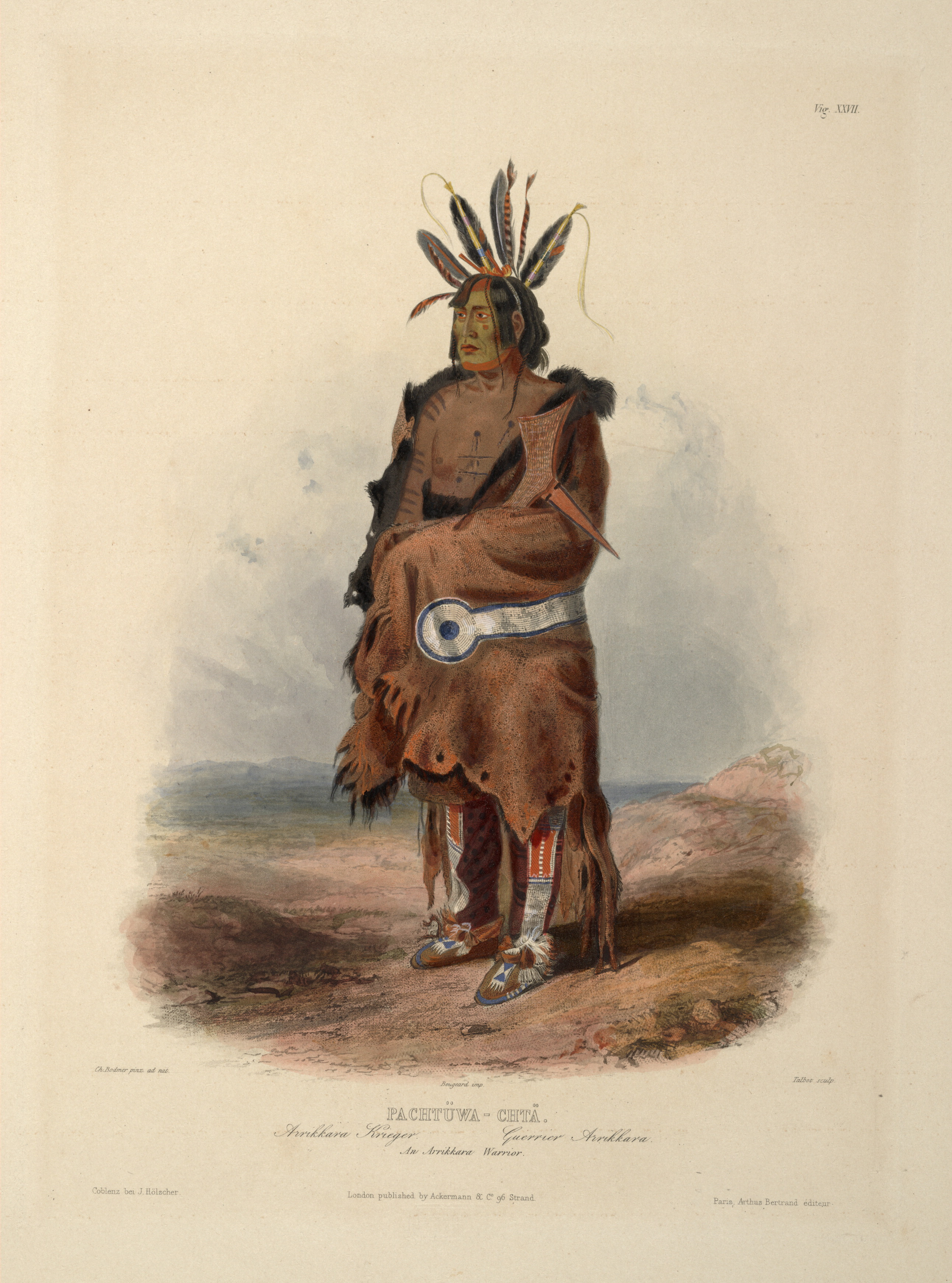
En arikaraman ca 1833. (Efter en målning av Karl Bodmer.)

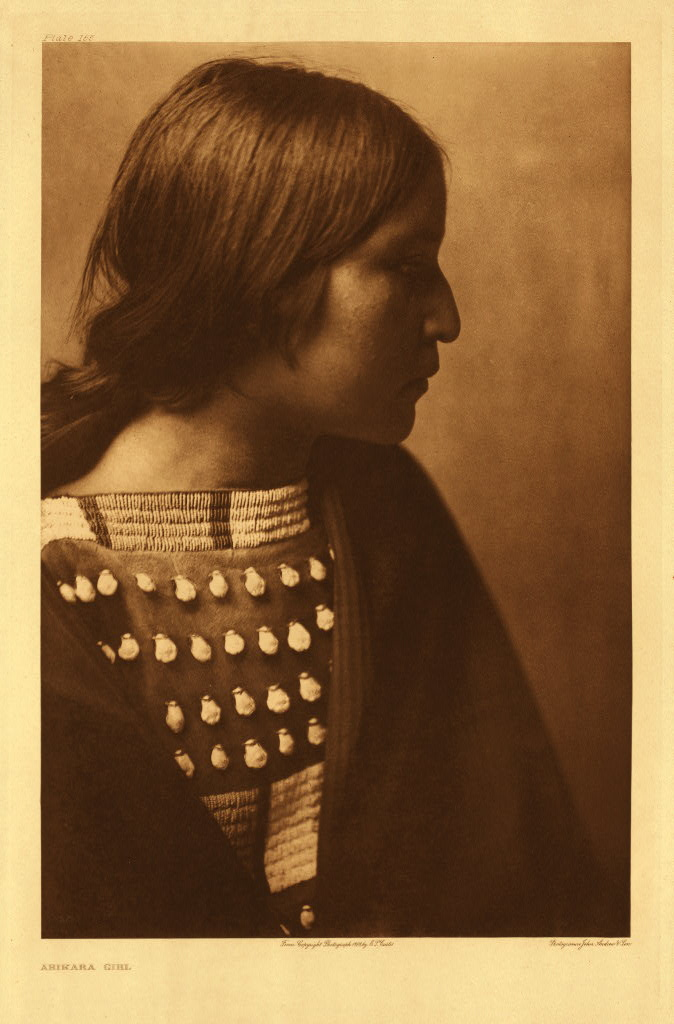
Arikaraflicka. Foto Edward S. Curtis 1909.

Arikara, egentligen "Sáhniš" (människorna) eller natara-kó-či ("vi själva"), var ett caddospråkigt prärieindianfolk som levde vid Missouriflodens stränder mellan Fort Berthold och Cheyennefloden. På indianernas teckenspråk benämndes de majsfolket genom olika tecken. Idag bor de flesta arikara i Fort Bertholdreservatet tillsammans med mandan och hidatsa. De tre folken bildar där en gemensam indiannation, Mandan, Hidatsa, and Arikara Nation.

## Demografi
Befolkningsstorleken påverkades av återkommande smittkoppsepidemier: tre gånger 1771–81, samt 1837–38, 1855, 1861 och 1866. Mässling härjade 1846 och kolera 1851. Under slutet av 1800-talet och ända fram till 1915 grasserade tuberkulos. Krig var inte en bidragande orsak till de demografiska förändringarna, även om siouxattacker ibland dödade några arikara och bidrog till kortare perioder av svält.
Antaganden om befolkningens storlek före 1770-talets epidemier rör sig mellan 10 000 och 20 000 människor. De tidigaste folkmängdsuppgifterna är från 1795. Mellan 1795 och 1834 kan befolkningen ha uppgått till 2 000 – 3 000 individer. Åren 1842–1850 var den inte större än 1 500 personer, vilket 1855 hade fallit till ca 600. År 1866 hade befolkningen återhämtat sig till 1 500 personer igen. Därefter skedde en stadig nedgång i arikarabefolkningen till 1905, då bara 379 människor räknades. Till 1950 hade befolkningen nått 682 människor.
Vid folkräkningen 2000 rapporterade 1 316 människor att de räknade sig som helt eller delvis arikara.

## Språk
Arikara är det nordligaste språket som tillhör caddofamiljen. Det har betraktats som en varietet av pawnee, men under 1900-talet kunde arikara- och pawneetalare inte förstå varandra. Under 1700- och 1800-talen hade varje arikaraby sin egen dialekt. Dessa dialekter bildade två dialektgrupper, en som liknade pawnee och en som var mer avvikande och hade större likheter med 1900-talets arikaraspråk.

## Förhistoria
Under 1900-talet bildade arikara en etnisk och politisk enhet (stam), men på 1700-talet utgjorde de ett aggregat av caddotalande band eller byar. Några kan ha varit löst förenade i en politisk union, men andra var autonoma. En del av de band som blev arikara var närmare etniskt besläktade med pawnee än med övriga arikaraband.
Både arikara och pawnee har satts i samband med den arkeologiska tradition som kallas Central Plains Village (900–1450) vilken hade sitt utbredningsområde i Kansas och Nebraska. Dessa förfäder till arikara och pawnee levde i små utspridda byar. Arikaras förfäder flyttade norrut till North Dakota och South Dakota, där de förenades med äldre grupper (förfäder till mandan och hidatsa) från Middle Missouri Village-traditionen till en ny arkeologisk tradition: Coalescent Village (1450–1650). Som en följd först av krig med beridna grupper och senare även av epidemier ersattes de små byarna med större, kompakta och befästa byar.

## Historia till 1885

### Kontakter och sjukdomar
Den första dokumenterade kontakten mellan arikara och européer (fransmän) ägde rum 1734, men tätare kontakter kom inte förrän handelsmän från St. Louis i slutet av 1700-talet började besöka dem årligen. Före smittkoppsepidemierna 1771–81 bodde arikara i 18 byar, men i slutet av 1700-talet hade de överlevande flyttat till två byar i närheten av Cheyenneflodens utflöde i Missourifloden. Dessutom hade en liten grupp flyttat norrut och förenat sig med mandanerna. I början av 1800-talet när området besöktes av Lewis och Clarks expedition bodde Arikara i tre stora byar nära Cottonwood Creeks utflöde i Missouri. Byn på Ashley Island övergavs dock 1811. Dessa byar innehöll de efterlevande från 8–10 tidigare band eller byar.

### Arikarakriget
Strider mellan pälshandlare och arikara utbröt 1823 och arikara dödade 15 amerikaner. En militär straffexpedition om 275 soldater under Henry Leavenworth, med 750 siouxkrigare som hjälptrupper, anföll arikara och besköt deras byar med artilleri. Arikara flydde norrut till mandanerna och hidatsa. Arikarakriget anses vara det första amerikanska kriget med prärieindianerna.

### Dislokation
Efter Arikarakriget intog arikara en mer fientlig attityd till amerikanerna, men de flyttade 1824 tillbaka till Cottonwood Creek och återuppbyggde de två byarna. Där förblev de till 1833 då byarna övergavs på grund av smittkoppor och hotet från siouxerna. Nu tillbringade arikara några år i Nebraska nära Skiri Pawnee. Under 1836 flyttade de till västra Nebraska där de levde en kortare tid som buffeljägare. År flyttade de åter norrut, nu till Fort Clark. Strax efter att de hade anlänt dit bröt en ny smittkoppsepidemi ut, som dödade hälften av arikara. Mandanerna, som redan bodde där, drabbades ännu hårdare och de få av dem som överlevde flyttade norrut. Arikara övertog deras by och bodde där tills handelsfaktoriet lades ner 1861.

### Like-a-Fishhook Village
Åren 1862–1863 flyttade arikara norrut och fick bosätta sig i Like-a-Fishhook Village, som hade grundats av hidatsa 1845 och dit mandanerna redan flyttat. Där upprättades 1870 Fort Bertholdreservatet och indianerna blev nu föremål för allt kraftigare ackulturationsåtgärder från den federala indianbyråns sida. Under 1880-talet flyttades indianerna ut till enskilda småbruk och Like-a-Fishhook Village övergavs.

### Indianspejare
Under indiankrigen efter det amerikanska inbördeskriget deltog arikara som indianspejare i den amerikanska armén. I slaget vid Little Bighorn var de flesta indianspejare arikara.

## Traditionell ekonomi

### Permanenta byar och vinterbyar
Arikaras permanenta byar, högt uppe på Missouriflodens bankar, bestod av 20–50 eller fler jordhus omgivna av palissader. Senhösten och vintern tillbringades i vinterbyar nere i floddalarna för att undkomma den bitande prärievinden och för att ha lättare tillgång till brännved och den lövskogsbark som man vinterfodrade hästarna med. Vinterbyarna var antingen mindre och tätare kopior av den permanenta byn med palissader och allt eller tältläger med tipier. Under vårens buffeljakt bodde man i tält på prärien.

### Hackbruk
Kvinnornas hackbruk var den viktigaste näringen. De Tre Systrarna: majs, pumpor och bönor odlades. Vid normala år gav majsodlingen ett stort överskott som kvinnorna kunde omsätta i handeln med omkringliggande folk. Männen jagade bison från vinterbyn. På våren sedan man återflyttat till den permanenta byn och efter det kvinnorna planterat sina grödor, men innan de var redo att skördas, flyttade de flesta åter ut på prärien för vårens buffeljakt. Med ökat tryck från aggressiva siouxer minskade jaktområdena och kvinnornas odlingar fick större betydelse.

### Handel
Liksom mandan- och hidatsabyarna var arikarabyarna viktiga handelscentra där hackbrukets överskott byttes mot prärieindianernas jaktöverskott. Arikara förmedlade också hästar från comancher och cheyenner till siouxer i nordost och från dem förvärvade de musköter, grytor och andra europeiska varor vilka siouxerna förvärvat från Hudson Bay Company och American Fur Company. De europeiska pälshandelsmännen införlivades senare i detta system och stora mängder majs såldes vid Fort Clark.